# Cantone di Évreux-Nord
Il Cantone di Évreux-Nord era una divisione amministrativa dell'arrondissement di Évreux.
A seguito della riforma approvata con decreto del 25 febbraio 2014, che ha avuto attuazione dopo le elezioni dipartimentali del 2015, è stato soppresso.

## Composizione
Comprendeva parte della città di Évreux e i comuni di
- Aviron
- Bacquepuis
- Bernienville
- Le Boulay-Morin
- Brosville
- La Chapelle-du-Bois-des-Faulx
- Dardez
- Émalleville
- Gauville-la-Campagne
- Graveron-Sémerville
- Gravigny
- Irreville
- Le Mesnil-Fuguet
- Normanville
- Parville
- Quittebeuf
- Reuilly
- Sacquenville
- Sainte-Colombe-la-Commanderie
- Saint-Germain-des-Angles
- Saint-Martin-la-Campagne
- Le Tilleul-Lambert
- Tournedos-Bois-Hubert
- Tourneville